# Alsbach (Hauptkanal Sterkrade)
Der Alsbach ist ein Fließgewässer im Flusssystem der Emscher. Sein Lauf mit einer Länge von 3,8 km befindet sich im Oberhausener Stadtbezirk Sterkrade.

## Geographie

### Verlauf
Der Alsbach entspringt nahe der Hartmannstraße im Stadtteil Königshardt. Der größte Teil seines Laufes führt durch das nach ihm benannte Alsfeld und ist in das Landschaftsschutzgebiet „Alsbachtal und Volkspark Sterkrade“ eingebettet. Im nördlich der Sterkrader Innenstadt gelegenen Volkspark speist der Alsbach den dortigen Teich, wird am Westrand des Parks unterirdisch weitergeführt und jenseits der Bahnstrecke Oberhausen–Arnhem in Höhe der Von-Trotha-Straße in den Sterkrader Hauptkanal eingeleitet.

### Einzugsgebiet
Das 3,452 km² große Einzugsgebiet des Alsbachs wird durch ihn über den Hauptkanal Sterkrade, den Handbach, die Emscher und den Rhein zur Nordsee entwässert.
Das Einzugsgebiet ist zum großen Teil besiedelt.

## Geschichte
Das Alsbachtal gilt als das älteste Siedlungsgebiet im Sterkrader Raum. Davon zeugt ein fränkisches Gräberfeld aus der Merowingerzeit, das 1921 bei Bauarbeiten im Bereich Weseler Straße / Oskarstraße zufällig gefunden und 1936 durch Ausgrabungen erschlossen wurde.
Das 1927 eröffnete städtische Freibad „Alsbachtal“ wurde im Jahr 2009 geschlossen.